# 東美奈
東 美奈（ひがし みな、2000年3月4日 - ）は、日本の女子バレーボール選手である。

## 来歴
宮崎県都城市出身。母の影響で小学1年生からバレーボールを始める。
宮崎日本大学高等学校を経て、2018年、鹿屋体育大学に進学。2018年と2019年、西日本インカレで連覇。2020年、全日本インカレで優勝に貢献し、自身もセッター賞を受賞した。
2021/22シーズン、V.LEAGUE DIVISION1 WOMEN（V1女子）に所属するJTマーヴェラスの内定選手となった。
2022年、大学卒業後に、JTマーヴェラスに入団した。入団1シーズン目となる2022/23シーズン、2022年10月29日に開催されたV1の開幕戦（デンソーエアリービーズ戦）に第3セットから途中出場し、Vリーグデビューを果たした（試合は逆転勝ち）。

## 所属チーム
- 宮崎日本大学高等学校（2015-2018年）
- 鹿屋体育大学（2018-2022年）
- JTマーヴェラス/大阪マーヴェラス（2022年-）

## 受賞歴
- 2020年 - 全日本バレーボール大学男女選手権大会 セッター賞